# Districtes de l'illa de la Reunió
El departament i regió francesa de la la Reunió es divideix administrativament en quatre districtes: 
- Districte de Saint-Benoît amb capital a Saint-Benoît)
- Districte de Saint-Denis amb capital a Saint-Denis
- Districte de Saint-Paul amb capital a Saint-Paul
- Districte de Saint-Pierre amb capital a Saint-Pierre.

## Història
- 1946: L'illa de la Reunió esdevé departament d'ultramar amb quatre districtes: Saint-Benoît, Saint-Denis, Saint-Paul, Saint-Pierre
- 2006: Els límits dels districtes són redefinits a fi que corresponguin millor a les estructures intercomunals que es formaran posteriorment. El districte de Saint-Paul en serà afectat particularment.